# Avianca-Telecom
Avianca-Telecom va ser un equip ciclista colombià que competí professionalment entre el 1997 i 1998.
Els seus èxits professionals més importants els va aconseguir a la Volta a Colòmbia on José Castelblanco va aconseguir la victòria final els anys 1997 i 1998.

## Principals resultats
- Volta a Colòmbia: José Castelblanco (1997, 1998)

### Grans Voltes
- Giro d'Itàlia
  - 0 participacions

- Tour de França
  - 0 participacions

- Volta a Espanya
  - 1 participacions (1997)
  - 0 victòries d'etapa:

## Classificacions UCI
Fins al 1998 els equips ciclistes es trobaven classificats dins l'UCI en una única categoria. El 1999 la classificació UCI per equips es dividí entre GSI, GSII i GSIII. D'acord amb aquesta classificació els Grups Esportius I són la primera categoria dels equips ciclistes professionals. La següent classificació estableix la posició de l'equip en finalitzar la temporada
| Temporada | Classificació per equips | Millor ciclista en la classificació individual |
| --------- | ------------------------ | ---------------------------------------------- |
| 1997      | 30è                      | José Castelblanco (114è)                       |
| 1998      | 42è                      | José Castelblanco (152è)                       |